# Górnik Katowice
Górnik 1920 Katowice − klub sportowy z Katowic. Klub istniał do 1964 roku, kiedy to połączył się z kilkoma innymi klubami sportowymi tworząc GKS Katowice. W latach dziewięćdziesiątych XX wieku sekcja hokejowa tego klubu na pewien czas powróciła do nazwy Górnik Katowice.

## Sekcje i ich sukcesy

### Hokej na lodzie
- Mistrzostwa Polski:
  -  1. miejsce: 1958, 1960, 1962
  -  2. miejsce: 1956, 1957, 1959, 1961
  -  3. miejsce: 1955, 1963

### Szermierka
- Mistrzostwa Polski:
  - złoty medal w szpadzie w 1954 roku: Mieczysław Czypionka
  - złoty medal we florecie w 1955 roku: Anna Adamczyk
  - złoty medal we florecie w 1956 roku: Kazimierz Reychman
  - złoty medal we florecie w 1957 roku: Sylwia Julito
  - złoty medal we florecie w 1958 roku: Sylwia Julito
  - złoty medal we florecie w 1959 roku: Sylwia Julito

### Piłka siatkowa
- Mistrzostwa Polski:
  -  2. miejsce: 1960, 1961
  -  3. miejsce: 1959, 1963, 1964
- Puchar Polski:
  -  1. miejsce: 1960

| Sezon     | Liga    | Miejsce | Mecze                                                      | Z-P                                                        | Uwagi                                                      |
| --------- | ------- | ------- | ---------------------------------------------------------- | ---------------------------------------------------------- | ---------------------------------------------------------- |
| 1956/1957 | II liga | -       | Awans do I ligi                                            | Awans do I ligi                                            | Awans do I ligi                                            |
| 1957/1958 | I liga  | 5.      |                                                            |                                                            |                                                            |
| 1958/1959 | I liga  | 3.      |                                                            |                                                            |                                                            |
| 1959/1960 | I liga  | 2.      |                                                            |                                                            |                                                            |
| 1960/1961 | I liga  | 2.      | Puchar Polski                                              | Puchar Polski                                              | Puchar Polski                                              |
| 1961/1962 | I liga  | 5.      |                                                            |                                                            |                                                            |
| 1962/1963 | I liga  | 3.      |                                                            |                                                            |                                                            |
| 1963/1964 | I liga  | 3.      | Po zakończeniu sezonu został przekształcony w GKS Katowice | Po zakończeniu sezonu został przekształcony w GKS Katowice | Po zakończeniu sezonu został przekształcony w GKS Katowice |

Poziom rozgrywek: